# Conjunto Residencial da Universidade de São Paulo

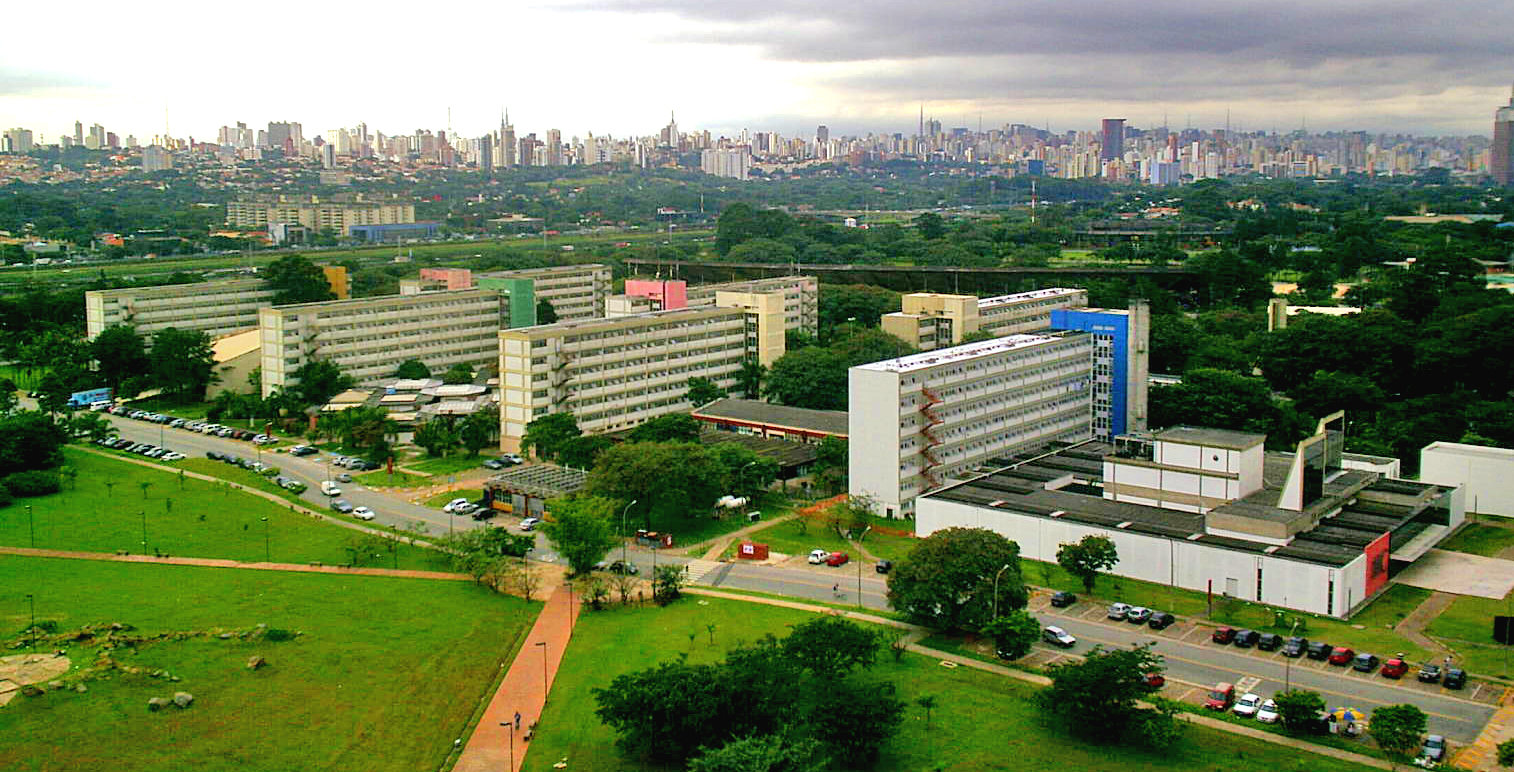
Conjunto residencial

O Conjunto Residencial da Universidade de São Paulo (CRUSP) é o alojamento estudantil da Cidade Universitária Armando Salles de Oliveira. Atualmente as vagas no alojamento são geridas pela Coordenadoria de Assistência Social da USP (COSEAS-USP) que conta com cerca de 1200 vagas para alunos de Graduação e Pós-Graduação. Deste modo, os alunos ingressantes na universidade que pleiteiam uma vaga no alojamento se inscrevem junto ao Departamento de Serviço Social do órgão, responsavel pela seleção dos candidatos através de critérios sócioeconômicos.
O CRUSP possui atualmente 8 prédios identificados como Bloco A1, Bloco A, Bloco B, Bloco C, Bloco D, Bloco F, Bloco G. Os blocos C e G são destinados aos alunos de pós graduação, os demais são destinados aos alunos da graduação. No terreno onde se localiza o CRUSP, tem um bandejão central (local onde são oferecidas refeições), um cinema chamado Cinusp, um anfiteatro e o COSEAS-USP.
Cada prédio possui 6 andares, cada andar 11 apartamentos, cada apartamento 3 quartos. A estrutura do bloco A1 é diferente porque ele foi construído ao longo dos últimos 15 anos: cada um de seus apartamentos têm 6 quartos.
Desde a fundação da USP havia projeto de criação de uma residência para estudantes. Mas ele só foi realizado na Cidade Universitária, em 1963, porque tornou-se necessário abrigar os atletas dos Jogos Pan-Americanos em São Paulo. Assim, após o fim da competição esportiva, os edifícios foram invadidos por alunos de fora que não tinham condições de pagar os altos aluguéis da capital paulista. Durante cinco anos, o CRUSP transformou-se em um centro ativo do Movimento estudantil e, após o golpe de estado em 31 de março de 1964 que derrubou João Goulart, de contestação do regime militar.
Na madrugada de 17 de dezembro de 1968, quatro dias apenas após a promulgação do Ato Institucional n.º 5, a residência foi atacada por tanques do Exército. Centenas de estudantes foram presos dentre os 1400 residentes oficiais. Muitos haviam escapado porque já haviam viajado para as festas de Natal e Ano Novo com as famílias. O CRUSP foi fechado, um IPM foi aberto pelo Exército para apurar as agitações.